# Lydia Lawrence
Pour les articles homonymes, voir Lawrence.
Lydia Lawrence est une chanteuse française de zouk, née à Marigot sur l'île de Saint-Martin.

## Biographie
Elle est née d’une mère guadeloupéenne et d’un père américo-anglo-antillais.
Lydia a grandi sur l'île de Saint-Martin et aux États-Unis, où une partie de sa famille vit. Elle a commencé à chanter dans des chorales de gospel à l'église dans un quartier français.
Lydia collabore avec le groupe Zouk Machine, puis travaille avec Jacob Devarieux et avec Patrick Sébastien pendant 2 ans. 
Elle accompagne quelques grands artistes, notamment Annie Cordy, dont Lydia a repris la chanson Cho Cacao.

## Récompenses
En 1995, Lydia Lawrence remporte un « Caribbean Music Award ». Elle est également élue « artiste de l’année » dans les Antilles en 2010.

## Discographie
- 1997 : Sugar Lady
- 2001 : Follow me[5]
- 2002 : Cho Cacao
- 2011 : Like a Star
- 2011 : I Love You